# Православ'я в Полтавській області
Православ'я на Полтавщині - полтавські землі з самого початку хрещення Русі рівноапостольним князем Володимиром підпорядковувалися архиєрейській кафедрі у Переяславі. До кінця 18 сторіччя парафії Полтавщини були у підпорядкуванні київських митрополитів Константинополя, входили до складу Чернігівської, Смоленської, Переяславсько-Бориспільської, Словянсько-Херсонськаої єпархіальних кафедр, що пов'язано із історичними змінами.

## Російська православна церква

Свято-Успенський Кафедральний Собор

17 грудня 1803 року указом Синоду Російської православної церкви створюється самостійна Полтавська єпархія. Межі її збіглися із межами створеної 1802 року Полтавської губернії Російської імперії. Першим єпископом став Сильвестр ІІ (Лебединський).

З 1890 по 1918 рік діяло Полтавське єпархіальне Братство імені святого преподобномученика Макарія. Братство надавало матеріальну допомогу церковно-приходським школам (ремонт, придбання літератури, допомогу бідним учням), сприяло відкриттю нових шкіл, курсів з підготовки вчителів грамоти і т. д.
На 1896 рік у Братстві складалося 1388 членів, серед яких — 35 почесних, 16 довічних і 844 дійсних. У підпорядкуванні Братства перебувало 1388 шкіл, в тому числі 476 церковно-парафіяльних і 547 шкіл грамот. Всього в братських школах навчалося 29428 учнів. Керівництво курсами й школами здійснювала Рада, яку очолював ректор Полтавської Духовної семінарії.
Завдяки активній діяльності преосвященного Іоанна (Смирнова) й ряду відомих полтавських учених при Єпархіальному управлінні за указом Синоду в 1906 році був створений Полтавський археологічний комітет і Полтавське Древлехранилище (унікальний музей рідкісної церковної старовини, де зберігалося, наприклад, Пересопницьке Євангеліє). Цей музей діяв до 1919 року.

### Український екзархат
Зі встановленням радянської влади церковне майно, в тому числі й священні предмети, було розграбоване або відібране за постановами органів влади. Тоді ж були передані до державних музеїв і скарби Полтавського Древлехранилища. Після закриття в 1923 році Полтавського Хрестовоздвиженського монастиря безслідно зникли нетлінні останки архієпископа Амвросія (Серебреннікова) та єпископа Афанасія (Вольховського) — єпископа Староруського, згодом Могильовського (уродженця Полтави, випускника Києво-Могилянської Академії), який з 1798 року перебував на спокої в Лубенському Мгарському монастирі і помер в 1801 році в Полтаві.
Після жовтневих подій 1917 року храми й монастирі на Полтавщині почали масово закриватися; в 1937 році весь правлячий єпархіальний єпископат разом з духовенством був репресований, приходи ліквідовані. У 1939 році, після смерті тимчасово керуючого єпархією Преосвященного Митрофана (Русинова, 1938) та знищення всього духовенства, кафедра в Полтаві практично припинила своє існування.
У період окупації, в 1942—1943 роках, Полтавська єпархія на деякий час відновила свою діяльність, частина церков була відкрита. Керував єпархією протоієрей Володимир Біневська, а потім пізніше — єпископ Веніамін (Новицький).
У післявоєнні роки Полтавська єпархія постраждала так само, як і вся Церква. «Боротьба з релігією» дала про себе знати. Як випливає з архівних даних, у 1945 році в єпархії було 346 церков і 376 священнослужителів (у тому числі 5 ченців). У 1948 році храмів стало 340, а священнослужителів — 325. До 1961 року збереглася така ж ситуація. До 1970 року кількість храмів скоротилася до 52, а священнослужителів залишилося тільки 65. На початок 1988-го ці цифри майже не змінилися, лише незначно зросла кількість священнослужителів. До цього року Полтавська єпархія налічувала всього 52 діючих приходи, розділених по 5-ти благочинним округах, і не мала жодного монастиря.

### Українська православна церква (Московського патріархату)
У 1999 році Полтавська єпархія відзначила свій 200-річний ювілей.
До 2007 року в Полтавській єпархії, що збігається кордонами з Полтавською областю, існувало 400 парафій, об'єднаних у 20 благочинь, 4 монастирі та духовна семінарія.
Рішенням Священного Синоду Української Православної Церкви від 14 листопада 2007 року зі складу Полтавсько-Кременчуцької виділена самостійна Кременчуцька єпархія.

## Українська автокефальна православна церква
У травні 1917 року у м. Полтаві відбувся Єпархіальний Собор духовенства Полтавської єпархії, який прийняв постанову про українізацію Церкви та встановлення традиційного церковного устрою в Україні. Полтавський владика Парфеній став першим архипастирем незалежної Української Церкви.
1941 року, з початком німецької окупації, розпочинається масове відкриття закритих раніше храмів, відновлюється церковна ієрархія. У цей час створюються Умансько-Полтавська єпархія на чолі з єпископом Ігорем (Губою) та Лубенська, очолена єпископом Сильвестром (Гаєвським). До УАПЦ приєднується митрополит Харківський і Полтавський Феофіл (Булдовський).
Вже у 1943 році на Полтавщині, без Лубенщини, було 150 парафій УАПЦ. Під тиском радянської влади у 1943 році на Полтавщині залишилися лише парафії Російської Православної Церкви, а в 1985 році на території області лишилися тільки 52 діючі парафії Московського Патріархату. Коли УАПЦ відновлює свою присутність в Україні, то відновлюються парафії УАПЦ і на Полтавщині – Свято-Покровська та Свято-Успенська в Полтаві, Свято-Миколаївська в Кременчуці – з'явилися в 1989 році, але реєстрація їх органами влади відбулася лише 1991 року.

## Київський Патріархат
Полтавська єпархія УПЦ Київського Патріархату з липня 1992 діяла як Харківсько-Полтавська, очолювана єпископом Романом (Попенком), а з липня 1993 року, у зв'язку із збільшенням парафій УПЦ Київського Патріархату на Полтавщині, відокремилася від Харківської у самостійну єпархію.
З 2004 року розвивається молодіжна робота, створено Полтавське молодіжне православне братство. При парафіях діють 22 недільні школи.
26 листопада 2008 року прийнято рішення Священного Синоду про відкриття монастиря Різдва Пресвятої Богородиці в с. Горбанівка Полтавського району.
Із 15 листопада 2006 року єпархію очолював єпископ Полтавський і Кременчуцький Федір (Бубнюк). На момент ліквідації УПЦ КП єпархія налічувала понад 150 парафій. Існували православні братства та сестринства. 15 грудня 2018 року єпископ Полтавський взяв участь у Об'єднавчому соборі зі створення Православної церкви України.

## Православна церква України
Після об’єднавчого собору Полтавська єпархія УПЦ КП та Харківсько-Полтавська єпархія УАПЦ повністю влилися до новоствореної Православної церкви України. До них також долучилися окремі парафії із УПЦ (МП). 